# Aphanogmus njia
Aphanogmus njia (лат.) — вид наездников рода Aphanogmus из семейства Ceraphronidae. Встречается в Африке: Кения (Западная провинция, Kakamega Forest; 00°18′13.4 N, 34°48′16 E; 1554 м). Название вида происходит от слова «njia», которое на языке суахили означает «путь» или «проход», в связи с большим лесным проходом-просекой в лесу Какамега, который является типовым местонахождением.

## Описание
Тело очень мелкое (около 0,74 мм), желтовато-коричневое. Усики самца 11-члениковые. От близких видов отличается следующими признаками: предзатылочный киль отчетливый; предзатылочная борозда присутствует, с межоцеллярной ямкой. Гениталии самца: харпе широкое и круглое в боковой проекции; индекс харпе/гвк 0,50; вентромедиальные края харпе не касаются дистовентрального края гвк, вентромедиальный край харпе выпуклый и касается в базальной трети, вогнут в средней трети, прямой и расходящийся дистолатерально в апикальной трети; харпе с по крайней мере одной вентральной сетулой ограничено апикальными двумя третями.